# Saint-Claude-de-Diray
Saint-Claude-de-Diray és un municipi francès, situat al departament del Loir i Cher i a la regió de Centre – Vall del Loira. L'any 2007 tenia 1.666 habitants.

## Demografia

### Població
El 2007 la població de fet de Saint-Claude-de-Diray era de 1.666 persones. Hi havia 668 famílies, de les quals 148 eren unipersonals (48 homes vivint sols i 100 dones vivint soles), 236 parelles sense fills, 248 parelles amb fills i 36 famílies monoparentals amb fills.
La població ha evolucionat segons el següent gràfic:
Habitants censats

### Habitatges
El 2007 hi havia 749 habitatges, 677 eren l'habitatge principal de la família, 35 eren segones residències i 37 estaven desocupats. 712 eren cases i 31 eren apartaments. Dels 677 habitatges principals, 574 estaven ocupats pels seus propietaris, 90 estaven llogats i ocupats pels llogaters i 13 estaven cedits a títol gratuït; 7 tenien una cambra, 24 en tenien dues, 94 en tenien tres, 153 en tenien quatre i 399 en tenien cinc o més. 573 habitatges disposaven pel capbaix d'una plaça de pàrquing. A 230 habitatges hi havia un automòbil i a 397 n'hi havia dos o més.

### Piràmide de població
La piràmide de població per edats i sexe el 2009 era:
| Homes | Edats   | Dones |
| ----- | ------- | ----- |
| 0     | 95 o +  | 4     |
| 8     | 90 a 94 | 8     |
| 12    | 85 a 89 | 4     |
| 4     | 80 a 84 | 4     |
| 16    | 75 a 79 | 16    |
| 28    | 70 a 74 | 40    |
| 28    | 65 a 69 | 28    |
| 36    | 60 a 64 | 48    |
| 32    | 55 a 59 | 16    |
| 56    | 50 a 54 | 24    |
| 84    | 45 a 49 | 76    |
| 68    | 40 a 44 | 104   |
| 56    | 35 a 39 | 84    |
| 44    | 30 a 34 | 40    |
| 48    | 25 a 29 | 36    |
| 48    | 20 a 24 | 32    |
| 48    | 15 a 19 | 52    |
| 104   | 10 a 14 | 48    |
| 64    | 5 a 9   | 64    |
| 56    | 0 a 4   | 28    |

## Economia
El 2007 la població en edat de treballar era de 1.134 persones, 891 eren actives i 243 eren inactives. De les 891 persones actives 843 estaven ocupades (434 homes i 409 dones) i 48 estaven aturades (22 homes i 26 dones). De les 243 persones inactives 115 estaven jubilades, 78 estaven estudiant i 50 estaven classificades com a «altres inactius».

### Ingressos
El 2009 a Saint-Claude-de-Diray hi havia 692 unitats fiscals que integraven 1.759,5 persones, la mediana anual d'ingressos fiscals per persona era de 20.652 €.

### Activitats econòmiques
Dels 41 establiments que hi havia el 2007, 1 era d'una empresa extractiva, 2 d'empreses alimentàries, 1 d'una empresa de fabricació d'altres productes industrials, 8 d'empreses de construcció, 6 d'empreses de comerç i reparació d'automòbils, 4 d'empreses de transport, 1 d'una empresa d'hostatgeria i restauració, 1 d'una empresa d'informació i comunicació, 2 d'empreses financeres, 3 d'empreses immobiliàries, 2 d'empreses de serveis, 6 d'entitats de l'administració pública i 4 d'empreses classificades com a «altres activitats de serveis».
Dels 13 establiments de servei als particulars que hi havia el 2009, 1 era una oficina de correu, 1 una oficina bancària, 1 taller de reparació d'automòbils i de material agrícola, 1 guixaire pintor, 3 fusteries, 1 lampisteria, 1 electricista, 1 perruqueria, 1 restaurant, 1 agència immobiliària i 1 saló de bellesa.
Dels 3 establiments comercials que hi havia el 2009, 1 era una botiga de més de 120 m², 1 una botiga de menys de 120 m² i 1 una joieria.
L'any 2000 a Saint-Claude-de-Diray hi havia 25 explotacions agrícoles que ocupaven un total de 1.100 hectàrees.

## Equipaments sanitaris i escolars
El 2009 hi havia 1 escola maternal i 1 escola elemental.

## Poblacions més properes
El següent diagrama mostra les poblacions més properes.